# Lợn vòi
Lợn vòi tên đầy đủ là Lợn vòi Mã Lai (danh pháp hai phần: Tapirus indicus) là loài thú có hình dáng giống lợn rừng, nhưng cỡ lớn hơn và chúng có cái mõm dài như cái vòi.

## Đặc điểm
Chiều dài thân của lợn từ 1,8-2,4 m, cao 90–110 cm. Trọng lượng từ 250 đến 320 kg, có khi đạt tới 400 kg. Mũi và môi trên kéo dài thành vòi ngắn. Vòi của loài này dài hơn và khoẻ hơn vòi của lợn vòi Nam Mỹ. Lông ngắn, dày. Đầu, cổ, ngực và nửa thân phía trước lông màu đen. Từ ngang vai đến mông, bụng màu trắng bạc. Bốn chân, đuôi màu đen. Bàn chân trước 4 ngón, bàn chân sau 3 ngón. Lợn vòi có bộ gen 2n=52. Con cái mang thai một con trong khoảng thời gian 395 ngày. Thân của lợn vòi con có những sọc và chấm, sẽ biến mất trong vòng 6 đến 8 tháng.

## Phân bố
Phân bố tự nhiên của chúng chủ yếu ở các khu rừng mưa Đông Nam Á, chủ yếu ở các nước: Campuchia, Indonesia, Lào, Malaysia, Myanmar, Thái Lan, và chúng có phân bố ở Việt Nam. Ở Việt Nam chưa có thông tin về loài này. Những năm gần đây nhân dân các vùng Gia Lai, Kontum (Moray, Ta Pốc, Kon Hà Nừng), Đắk Lắk (Đắk Nông) cho biết có gặp heo vòi. Hiện trạng của heo vòi còn chưa rõ. Lợn vòi hiện bị tác động xấu bởi sự phá huỷ rừng và sự định cư của con người, ảnh hưởng tới địa bàn cư trú của chúng.

## Hình ảnh

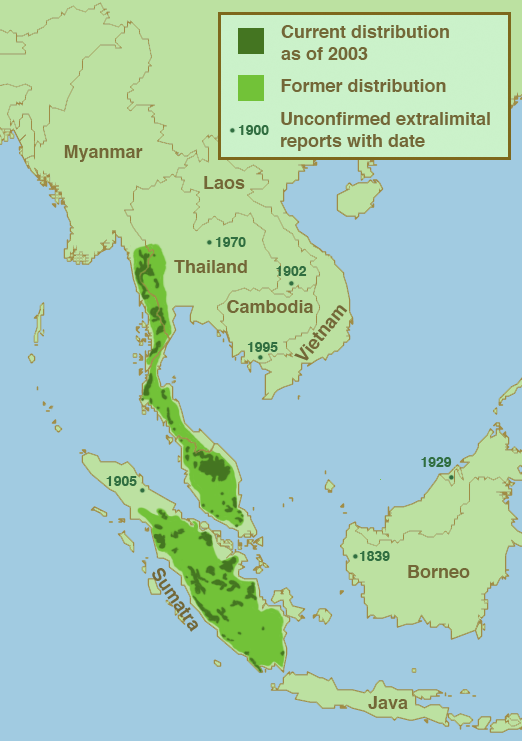
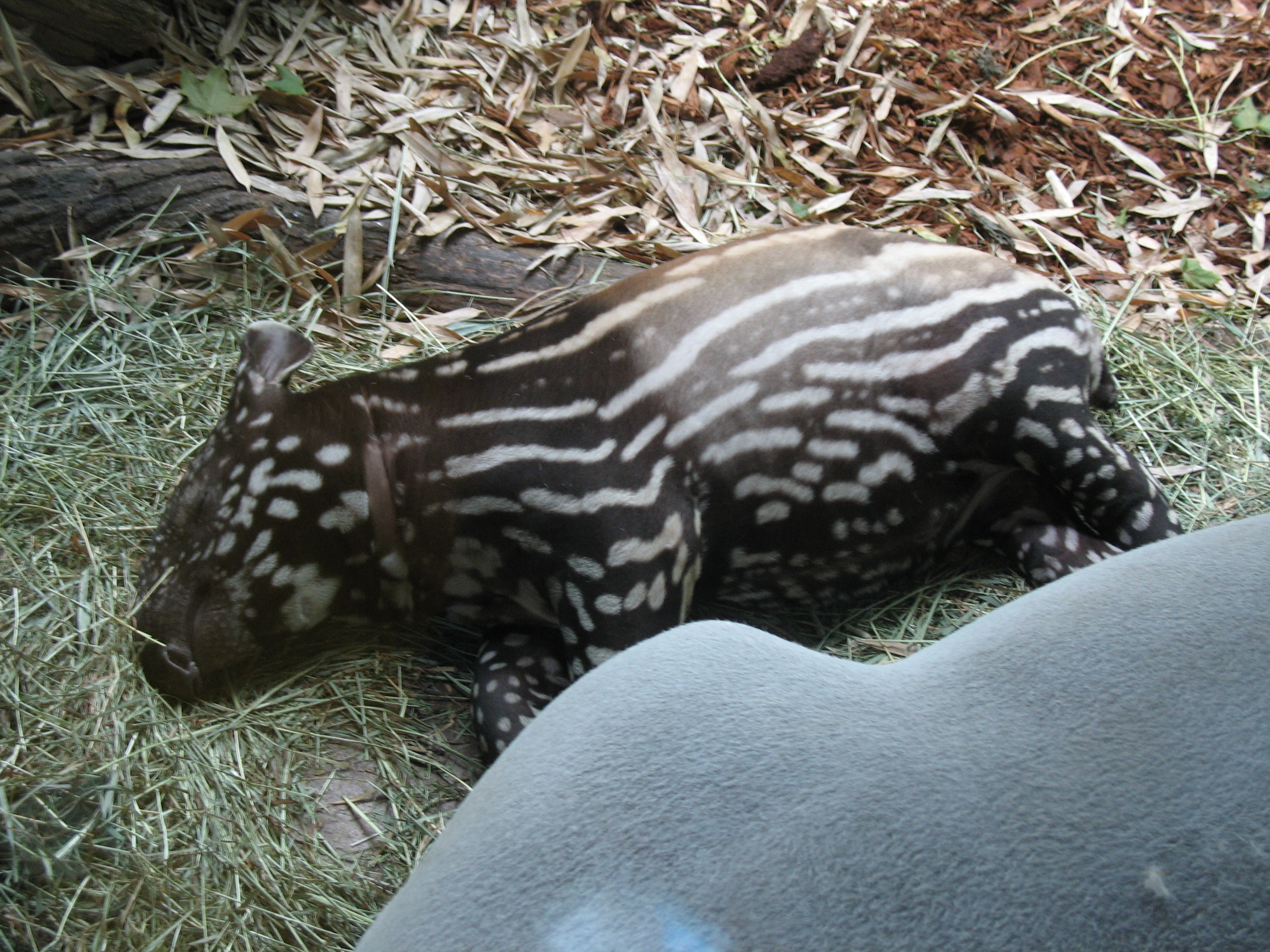
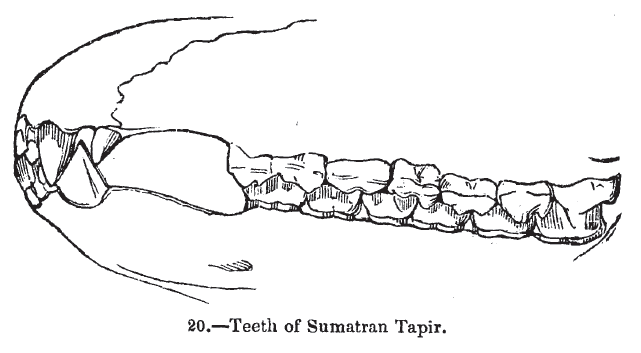
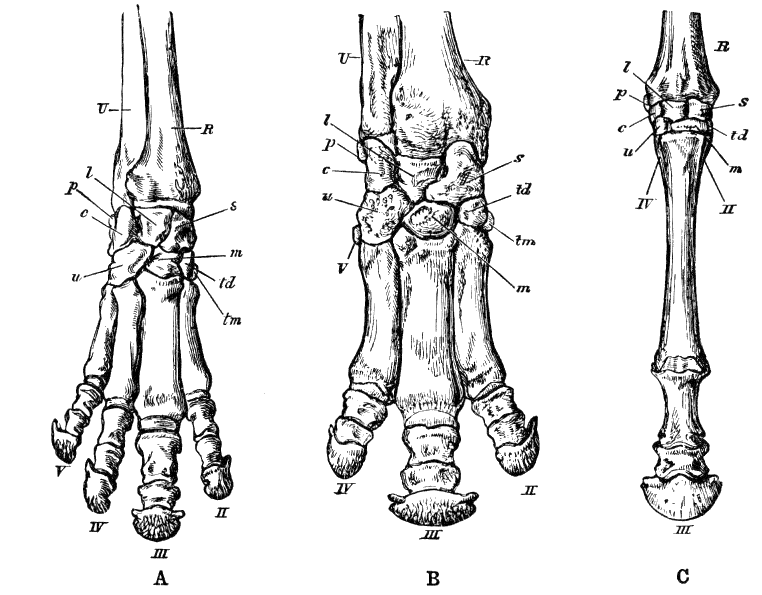